# 潘撞擊坑
潘撞擊坑（Pan）是木星衛星木衛五上最大的撞擊坑，直徑100公里，深度至少8公里。該撞擊坑以希臘神話中的牧神潘命名。